# Fältskimmerspindel
Fältskimmerspindel (Micaria pulicaria) är en spindelart som först beskrevs av Carl Jakob Sundevall 1831.  Fältskimmerspindel ingår i släktet Micaria och familjen plattbuksspindlar. Arten är reproducerande i Sverige. Inga underarter finns listade i Catalogue of Life.